# VAZ St. Pölten
Das VAZ St. Pölten ist ein Messe-, Kongress- und Veranstaltungszentrum in St. Pölten. Das in Stadtbesitz befindliche Areal wird seit 2002 von der St. Pöltner NXP Veranstaltungsbetriebs GmbH betrieben.

## Nutzung
Der VAZ-Gebäudekomplex besteht aus vier miteinander verbunden Hallen und einem Seminartrakt. Die Hallen A und B sind gemeinsam etwa 4.800 m² groß und sind bei Konzertbestuhlung für etwa 3.300 Besucher geeignet. Die 2012 neu gebaute Halle C bietet mit 3.200 m² Fläche bei Kongressbestuhlung ca. 1.900 Personen Platz. In der vierten Halle, die ursprünglich als Warenlager diente, ist der Live-Music-Club Warehouse untergebracht. Der dreistöckige Seminartrakt beheimatet im Erdgeschoß die Lobby und Garderoben, in den oberen Stockwerken neben Büros auch fünf Seminarräume zwischen 45 und 340 m².
Das Freigelände besteht aus 38.000 m² erschlossenem Gelände, wobei gerade bei Großveranstaltungen wie dem Beatpatrol oder Frequency auch angrenzende Bereiche wie der Traisenuferbereich mitbenutzt werden.
Seit der Betriebsübernahme haben sich Anzahl und Größe der Veranstaltungen laufend erhöht. Neben Seminaren und Tagungen finden auch einige Konzerte und Messen statt. So befindet sich mit der WISA eine der bestbesuchten Messen des Landes alljährlich auf dem Gelände. In den Wintermonaten dominieren dagegen Bälle das Geschehen, die größten Bälle (Ball der Technik der HTL St. Pölten und Landeshauptstadtball) sind zugleich die am meisten Besuchten in Niederösterreich. In den letzten Jahren haben sich als Großereignis einige Musikfestivals etabliert. 2006 und 2007 wurden das Nuke sowie das Lovely Days hier ausgetragen. Seit 2009 finden jährlich die beiden Musikfestivals Beatpatrol mit ca. 30.000 Besuchern sowie Frequency mit bis zu 200.000 Besuchern im VAZ statt.

## Geschichte
Nach längerer Diskussion über die Notwendigkeit eines Veranstaltungszentrums und verschiedenen Standortdebatten beschloss der Gemeinderat im Juli 1990 den Bau. Nach der Präsentation der Pläne im März 1991 konnte der Grundstein im August desselben Jahres gelegt werden. Ende September 1992 wurde das VAZ eröffnet.
Nachdem der ursprüngliche Betreiber im Jahr 2002 in Konkurs gegangen war, übernahm die NXP Veranstaltungsbetriebs GmbH die Betriebsführung. Seit der Übernahme stieg die Anzahl der Veranstaltungen von anfänglich knapp über 80 auf fast 300 im Jahr 2011. 2011 wurden über 550.000 Besucher gezählt.